# Всеволод Буй-Тур

Всеволод Святославич (реконструкція по черепу)

Всеволод Курський — князь курський і трубчевський Всеволод Святославич, менший брат князя новгород-сіверського Ігоря Святославича, син Святослава Ольговича князя черніговського.

## Життєпис
Імовірно 1164 року став князем Курським. Кілька разів ходив на половців: в 1167, 1184 та 1185 роках. 1185 року під час походу Ігоря потрапив у полон, згодом повернувся на Русь, а 1191 року знову бився з половцями. Був названий за свою сміливість і військову доблесть автором «Слова о полку Ігоревім» «Буй-туром». «Буй», «яр» (ярий) — хоробрий, відважний, сміливий. «Тур» — дикий бик (зубр), теж символ виняткової сили й відваги.
Мав жінку Ольгу — дочку Гліба Юрійовича та сина Святослава Всеволодовича — князь трубчевський.
Помер Всеволод 1196 року.